# Achery
Achery település Franciaországban, Aisne megyében. Lakosainak száma 586 fő (2022. január 1.). Achery Anguilcourt-le-Sart, Danizy, La Fère, Mayot és Travecy községekkel határos.

## Népesség
A település népességének változása:
| Lakosok száma | 524  | 578  | 564  | 533  | 620  | 608  | 598  | 610  | 602  | 586  |
|               | 1968 | 1982 | 1990 | 2006 | 2013 | 2015 | 2017 | 2019 | 2020 | 2022 |